# 斯蒂科韋
48°46′5″N 31°2′32″E / 48.76806°N 31.04222°E
斯蒂科韋（烏克蘭語：Стійкове）是位於烏克蘭中部的村莊，由切爾卡瑟州裡茲韋尼霍羅德卡區的卡泰里诺皮尔市镇負責管轄。該村面積11.9平方公里，海拔高度142米，2001年人口247，人口密度每平方公里20.8人。